# Klára Dobrev
Klára Dobrev (în bulgară Клара Добрев; n. 2 februarie 1972, Sofia, Republica Populară Bulgaria) este o politiciană maghiară de origine bulgară, vicepreședintă a Parlamentului European din 2019 până în 2022.
Din 1995 până în 2025 a fost căsătorită cu Ferenc Gyurcsány, premier al Ungariei din 2004 până în 2009.